# Cleomella palmeriana
Cleomella palmeriana är en paradisblomsterväxtart som beskrevs av Marcus Eugene Jones. Cleomella palmeriana ingår i släktet Cleomella, och familjen paradisblomsterväxter. Inga underarter finns listade i Catalogue of Life.